# Sarthusia ophion
Sarthusia ophion är en fjärilsart som beskrevs av Arthur Francis Hemming 1933. Sarthusia ophion ingår i släktet Sarthusia och familjen juvelvingar. Inga underarter finns listade.